# (10382) Hadamard
(10382) Hadamard est un astéroïde de la ceinture principale.

## Description
(10382) Hadamard est un astéroïde de la ceinture principale. Il fut découvert le 15 septembre 1996 à Prescott par Paul G. Comba. Il présente une orbite caractérisée par un demi-grand axe de 2,41 UA, une excentricité de 0,20 et une inclinaison de 5,5° par rapport à l'écliptique.

## Compléments